# Marginea (Buhuși), Bacău
Marginea este o localitate componentă a orașului Buhuși din județul Bacău, Moldova, România.